# Foa
A Foa a sugarasúszójú halak (Actinopterygii) osztályának a sügéralakúak (Perciformes) rendjébe, ezen belül a kardinálishal-félék (Apogonidae) családjába tartozó nem.

## Rendszerezés
A nembe az alábbi 7 faj tartozik:
- Foa albimaculosa (Kailola, 1976)
- Foa brachygramma (Jenkins, 1903) - típusfaj
- Foa fo Jordan & Seale, 1905
- Foa hyalina (Smith & Radcliffe, 1912)
- Foa leisi Fraser & Randall, 2011
- Foa madagascariensis Petit, 1931
- Foa nivosa Fraser & Randall, 2011